# Grupo Otto
El Grupo Otto (oficialmente: Otto Group; anteriormente Otto-Versand) es una multinacional alemana (konzern) de comercio y servicios con sede en Hamburgo, pionera en el sector de ventas por catálogo y considerada actualmente una de las empresas de comercio electrónico más grandes del mundo. El grupo emplea alrededor de 50 000 personas y tiene oficinas en más de 20 países. En 2012 ocupó el décimo lugar en el ranking de las 500 empresas familiares más grandes de la revista alemana Wirtschaftsblatt. En la actualidad, con ingresos que superan los 15 mil millones de euros, el grupo tiene en propiedad a más de 40 entidades en los sectores de servicios, inmobiliaria y finanzas.
El núcleo de actividades del consorcio es minorista, con mayor actividad B2C en comercio electrónico, generando más del 74 % de todos sus ingresos en este segmento a través de sus aproximadamente 100 tiendas en línea en todo el mundo. Es uno de los líderes mundiales (segundo después de Amazon.com) en venta de productos de moda y bienestar en línea, a través de portales como About You y shopping24. Al mismo tiempo, el grupo cuenta también con una variedad de tiendas físicas, sobre todo tratándose de marcas, como las de MyToys y Witt. Fiel a sus orígenes, es también propietario de la empresa de paquetería Hermes, la segunda de Alemania detrás de DHL.

## Historia y la familia Otto
El Grupo Otto es propiedad de una de las familias más influyentes de Alemania, y sobre todo de Hamburgo, donde varias compañías e instituciones llevan su nombre (como en Instituto Werner Otto para el tratamiento de niños con necesidades especiales). El presidente actual de la junta de accionistas es Michael Otto, cuya familia es principal accionista y propietaria del consorcio. 
Fue fundado por el empresario y filántropo Werner Otto en agosto de 1949 con el nombre Werner Otto Versandhandel (Werner Otto Ventas Directas) en Hamburgo-Schnelsen, con 800 empleados. Un año más tarde, en agosto de 1950, apareció su primer catálogo, que ofrecía 28 pares de zapatos en 14 páginas editadas a mano.
Otto fue el primero en usar el método de compra contra factura (o «a cuenta»). Durante la década de 1950, el volumen de negocios y la gama de productos se expandió. En 1951 salió el primer catálogo impreso de la empresa, que contenía 28 páginas que ofrecían una gama ampliada de productos, desde zapatos y pantalones a maletines y chubasqueros. Para 1953, Otto había quintuplicado las ventas de su negocio en menos de dos años, con una circulación del catálogo de 37 000 ejemplares. En 1958, Otto Versand se convirtió en una de las principales empresas alemanas, con una facturación de cien millones de marcos alemanes de la época, y en 1966 abrió en Hong Kong sus primeras oficinas en Asia.
Los primeros pedidos telefónicos fueron introducidos en 1963, y más de tres décadas después, en 1995, se lanzó la primera web de compras en línea, siendo uno de los pioneros a nivel mundial en ambos casos.
El actual presidente de la ejecutiva del Grupo Otto, Michael Otto, era el antiguo propietario de Spiegel GmbH, que se declaró en bancarrota en marzo de 2003 y que dos años después fue rescatada por el Commerzbank y renombrada Eddie Bauer Holdings.

## Adquisiciones
En Francia, el Grupo Otto se convirtió en la principal empresa de comercio electrónico a través de la adquisición de 3 Suisses en junio de 2013, siendo el único accionista de dicha empresa.

## Empresas propiedad del grupo
| - About You - Alba Moda - Baumarkt Direct - Baur - Bonprix - Venus Fashion - Crate & Barrel - EOS - Frankonia - Freemans Grattan Holdings - Freemans - Grattan - Lookagain.co.uk - Gifts365.co.uk - Clearance365.co.uk - Witt international UK - Swimwear365.co.uk - Curvissa - bonprix UK - Kaleidoscope/ Acquisition DiLusso.it - Oli | - Hanseatic Bank (25%) - Hanseatic Versicherungsdienst - Hansecontrol - Hansecontrol-Cert (49%) - Heine - Hermes Europe - Hermes Parcel Services in Germany, UK, Italy, Austria - Hermes-OTTO International - Bombay Company - Küche&Co - Lascana - Limango - Manufactum - Mirapodo - MyToys.de (74.8%) - Yomonda - OFT - OTTO - OTTO Doosan Mail Order - OTTO Office | - OTTO Group Russia - OTTO Japan - Eddie Bauer Japan and - Phi-t products & services (50%) - Schwab - Shopping24 - Smatch.com - SportScheck - 3 Suisses International Group - Cofidis (49%) - Venca - Witt Weiden - Fegro/Selgros |